# Commonplace book

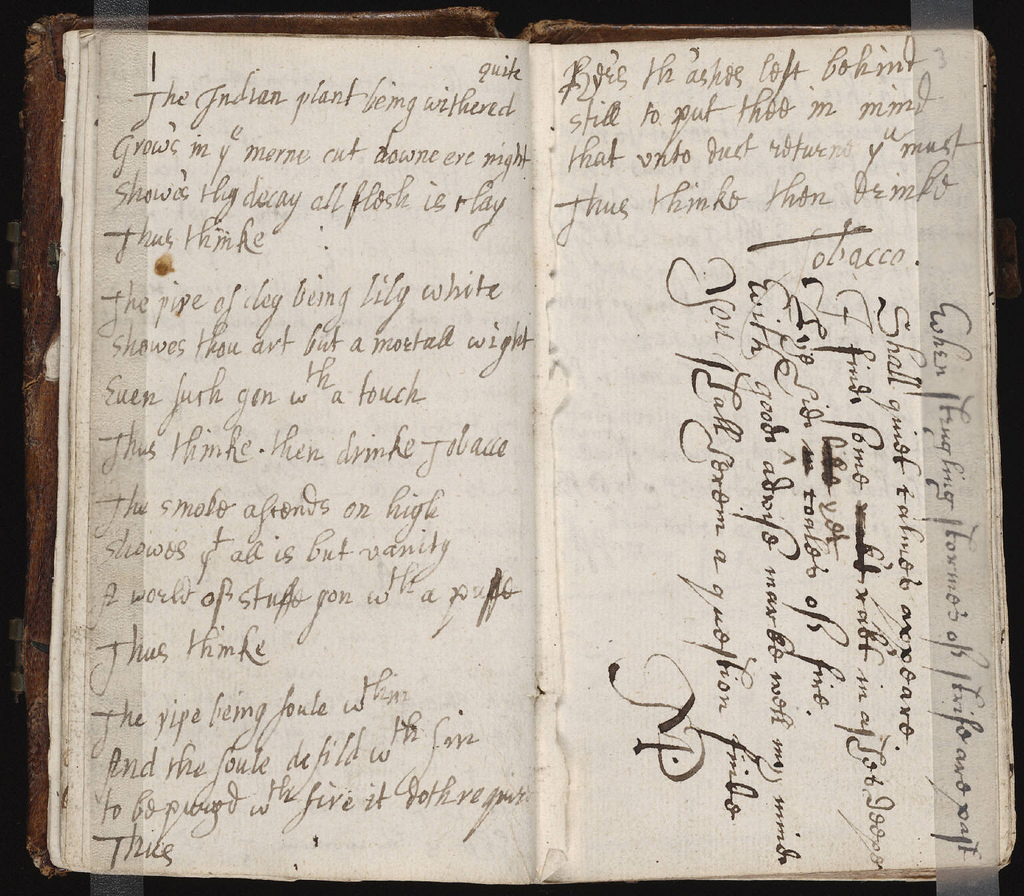
Un commonplace book della metà del XVII secolo

I Commonplace books (o commonplace) sono un modo per compilare conoscenza, di solito scrivendo informazioni all'interno dei libri. Questi libri sono essenzialmente album riempiti con elementi di ogni genere: ricette, citazioni, lettere, poesie, tabelle di pesi e misure, proverbi, preghiere, formule legali. I commonplace sono usati da lettori, scrittori, studenti e studiosi come supporto per ricordare concetti o fatti utili che hanno imparato. Ogni commonplace book è unico per i particolari interessi del suo creatore. Essi sono diventati significativi nell'Europa premoderna.
"Commonplace" è la traduzione inglese dell'espressione latina locus communis (dal greco tópos koinós, vedi topos) che significa letteralmente "luogo comune", quale può essere un detto, un proverbio o una citazione. Nel senso originario del termine, dunque, i commonplace book erano raccolte di proverbi, come ad esempio il commonplace book di John Milton. Gli studiosi hanno esteso quest'uso, portando a concepire il commonplace book come il manoscritto di un individuo che raccoglie materiale su un tema comune. In italiano l'espressione "commonplace book" può trovare il suo corrispondente nel termine "zibaldone". Sebbene esso sia usato anche per indicare una "mescolanza confusa di cose o persone diverse" e una "pietanza composta di molti ingredienti", in realtà il termine, in virtù dell'associazione alla gigantesca raccolta di appunti personali - Zibaldone di pensieri - di Giacomo Leopardi, ha assunto come significato preponderante quello di quaderno non sistematico di appunti, riflessioni sparse, bozze, su cui le annotazioni sono fatte così come càpitano.
I Commonplace book non sono diari personali né diari di viaggio, con i quali essi possono essere messi in contrasto. Il filosofo illuminista inglese John Locke nel 1706 scrisse il libro A New Method of Making Common-Place-Books, "in cui sono state formulate tecniche per l'inserimento di proverbi, citazioni, idee, discorsi. Locke ha dato consigli specifici su come organizzare il materiale per argomento e categoria, usando argomenti chiave come l'amore, la politica o la religione. I commonplace book, va sottolineato, non sono diari, che sono cronologici e introspettivi".
All'inizio del XVIII secolo essi sono diventati un espediente di gestione dell'informazione in cui un "prendi-appunti" ha raccolto citazioni, osservazioni e definizioni. Essi sono stati utilizzati perfino da influenti scienziati. Carl Linnaeus, per esempio, usava tecniche di commonplacing per inventare e organizzare la nomenclatura del suo Systema Naturae (che è la base per il sistema utilizzato oggi dagli scienziati).

## Storia

### Zibaldone
Nel corso del XV secolo, l'Italia fu il luogo di sviluppo di due nuove forme di produzione di libri: il libro contabile in partita doppia e lo zibaldone. Ciò che differenzia queste due forme era il linguaggio di composizione un vernacolo. Giovanni Rucellai, il redattore di uno degli esempi più sofisticati del genere, l'ha definito come "un'insalata di molte erbe".
Gli zibaldoni erano sempre codici cartacei di formato piccolo o medio. Inoltre erano sprovvisti di fodera ed estese decorazioni delle altre copie di lusso. Piuttosto che miniature, gli zibaldoni spesso includevano i bozzetti dell'autore. Erano scritti in corsivo e contenevano ciò che il paleografo Armando Petrucci descrive come "una sorprendente varietà di testi poetici e prosaici". Testi di devozione, tecnici, documentari e letterari appaiono affiancati in nessun ordine discernibile.
Lo zibaldone più conosciuto è lo Zibaldone di pensieri di Giacomo Leopardi.

### Inglese
A partire dal XVII secolo, il commonplacing è diventato una pratica riconosciuta, formalmente insegnata agli studenti del college in alcuni istituzioni come Oxford. John Locke ha allegato il suo schema di indicizzazione per i commonplace book ad una stampa del Saggio sull'intelletto umano.  La tradizione del commonplace alla quale Francesco Bacone e John Milton erano stati educati ebbe le sue radici nella pedagogia della retorica classica e il “commonplacing” persistette come popolare tecnica di studio fino all'inizio del XX secolo. I commonplace book sono stati usati da molti pensatori chiave dell'Illuminismo, con autori quali il filosofo e teologo William Paley che li usava per scrivere libri. Sia a Ralph Waldo Emerson che a Henry David Thoreau fu insegnato a tenere dei commonplace book alla Harvard University (i loro commonplace book sopravvivono in forma pubblicata). Il commonplacing era particolarmente invitante per gli autori. Alcuni, come Samuel Taylor Coleridge e Mark Twain tenevano note di lettura disordinate che si mescolavano con altro materiale abbastanza vario; altri, come Thomas Hardy, hanno seguito un metodo più formale per raccogliere le note di lettura che rifletteva più strettamente l'originaria pratica rinascimentale. La più antica funzione di "stanza di compensazione" del commonplace book, cioè quella di condensare e centralizzare le idee e le espressioni utili e anche "modello", è diventata meno popolare nel tempo.